# Andrés Ibargüen
Andrés Felipe Ibargüen García (ur. 7 maja 1992 w Cali) – kolumbijski piłkarz występujący na pozycji skrzydłowego, reprezentant Kolumbii.